# Саитово (Кушнаренковский район)
Саитово (баш. Сәйет) — деревня в Кушнаренковском районе Республики Башкортостан Российской Федерации. Входит в состав Горьковского сельсовета.

## География

### Географическое положение
Расстояние до:
- районного центра (Кушнаренково): 34 км,
- центра сельсовета (Иликово): 10 км,
- ближайшей ж/д станции (Уфа): 92 км.

## Население
| 2002 | 2009 | 2010 |
| ---- | ---- | ---- |
| 284  | ↗293 | ↘257 |

Национальный состав
Согласно переписи 2002 года, преобладающие национальности — татары (58 %), башкиры (41 %)